# 职业高级中学
职业高级中学，简称职高或职中，是中华人民共和国的一种职业教育学校，一般与普通高级中学相对比。职高与普通高中不同之处在于职业高中重点培养中级技术人员和管理人员、中级技术工人和从业人员，职业高中分各种专业，而普通高中不分专业。职业高中对学生的要求是：具有能直接从事某一职业（工种）的技术理论知识、专业知识和操作技能；对于与本专业有关的文化课，要具有相当于普通高中的水平。